# Găleștii Noi, Strășeni
Găleștii Noi este un sat din cadrul comunei Gălești din raionul Strășeni, Republica Moldova.